# Uladzimir Makej
Uladzimir Uladzimiravič Makej (in bielorusso Уладзімір Уладзіміравіч Макей?; Niekraševičy, 5 agosto 1958 – Minsk, 26 novembre 2022) è stato un politico e militare bielorusso, Ministro degli affari esteri dal 20 agosto 2012 al 26 novembre 2022.

## Biografia
È nato nel 1958 nella frazione Niekraševičy del distretto di Karėličy, nella regione di Hrodna (allora parte della RSS Bielorussa). Si è laureato presso l'Istituto Pedagogico Statale di Lingue Straniere di Minsk nel 1980. Ha quindi prestato servizio nelle forze armate dell'URSS e, dopo la dissoluzione di questa, in quelle bielorusse, raggiungendo il grado di colonnello.
Nel 1993 si è laureato presso l'Accademia diplomatica austriaca, prestando più tardi servizio nel Ministero degli affari esteri bielorusso come segretario di diversi dipartimenti (informazione e cooperazione umanitaria, analisi e previsioni, ufficio del ministro, servizio del protocollo di Stato). Nel 1996-1999 ha lavorato nell'ambasciata bielorussa in Francia come consigliere, e ha rappresentato la Bielorussia in seno al Consiglio d'Europa. Tra il 2000 e il 2008 è stato assistente del presidente bielorusso Aljaksandr Lukašėnka mentre tra il 2008 e il 2012 è divenuto capo di Stato maggiore del Presidente. Dal 20 agosto 2012 al 26 novembre 2022, ricoprì l'incarico di Ministro degli affari esteri.
È morto improvvisamente il 26 novembre 2022, a causa di un infarto miocardico, aveva più volte espresso necessità di avvicinamento della Bielorussia alla UE, e si era espresso criticamente verso l'invasione russa dell'Ucraina.
Parlava bielorusso, russo, tedesco e inglese.